# هاتفیلد (ویسکانسین)
هاتفیلد (به انگلیسی: Hatfield) یک منطقهٔ مسکونی در ایالات متحده آمریکا است که در شهرستان جکسون، ویسکانسین واقع شده‌است. هاتفیلد ۱۴۱ نفر جمعیت دارد و ۲۷۰٫۹۷ متر بالاتر از سطح دریا واقع شده‌است.